# Josef Šťulík
Josef Šťulík (28. ledna 1913 Miřetice – 2. července 1942 Pardubice) byl kameník, účastník protinacistického odboje a člen skupiny Čenda, švagr ležáckého mlynáře Jindřicha Švandy a spolupracovník výsadku Silver A, popravený nacisty.

## Život

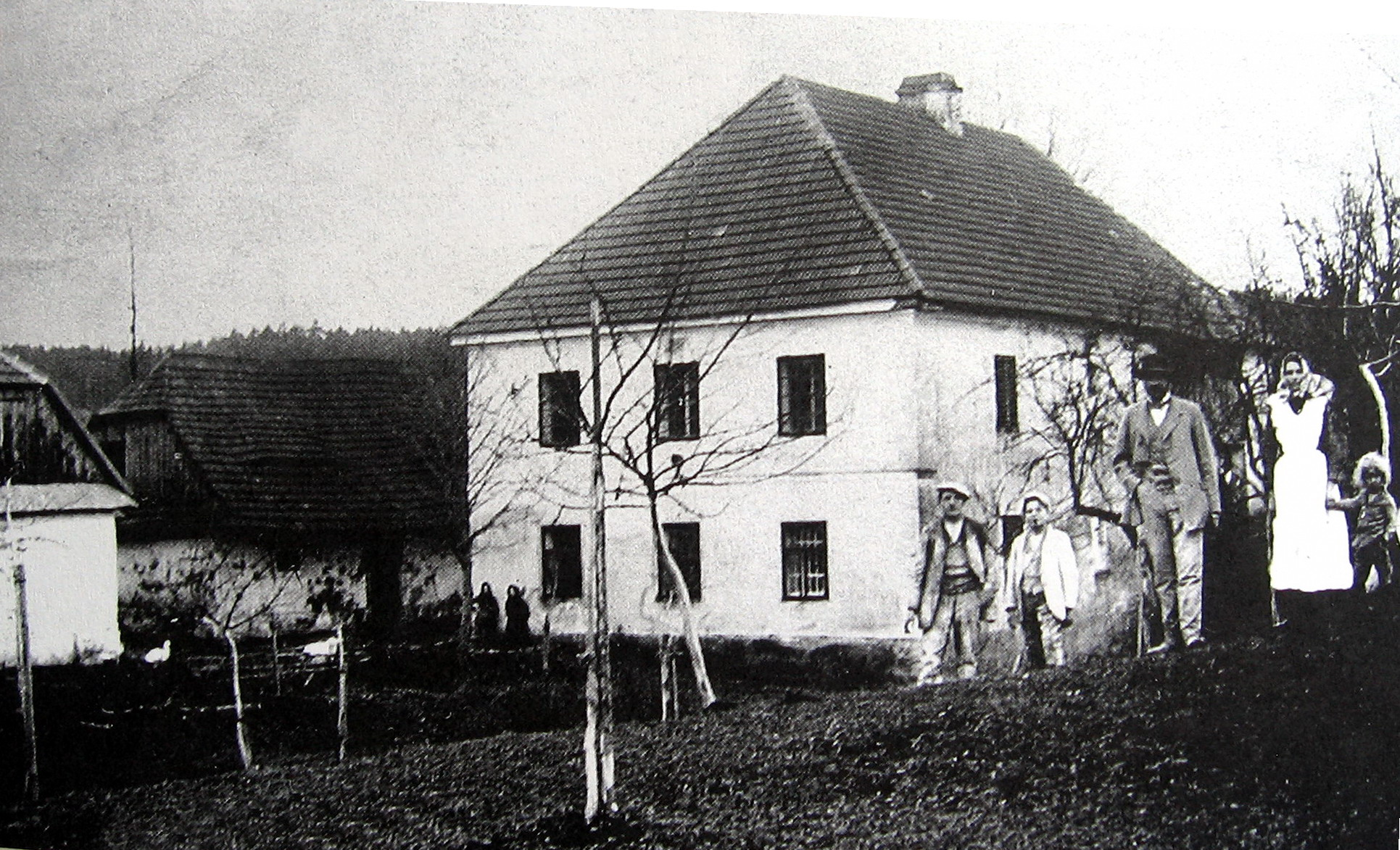
Švandův mlýn na dobové fotografii

Josef Šťulík se narodil 28. ledna 1913 v Miřeticích. Jeho rodina vlastnila mlýn v Ležákách, který koupil jeho dědeček Josef Šťulík nejstarší v roce 1902. V roce 1907 přepsal mlýn na syna Václava Švandu (1885–1942) a jeho manželku Růženu rozenou Janouškovou (1883–1942), kteří ho v roce 1937 předali dceři Františce (1909–1942) a jejímu manželu Jindřichu Švandovi (1904–1942). Josef Štulík bydlel ve mlýně (Švandův mlýn, Ležáky čp. 26) společně s rodiči a s rodinou své sestry Františky. 3. června 1939 se oženil s Marií Pelikánovou (* 14. června 1920 Včelákov) a měli spolu dvě dcery: Jarmilu (* 1939) a Marii (* 1941). Na pozemku, který patřil k mlýnu si Josef Šťulík otevřel kamenolom.
Mnozí z obyvatel Ležáků se zapojili do odbojové organizace Čenda založené již na počátku okupace. Jejími zakladateli byl ležácký autodopravce Čeněk Bureš (po němž byla pojmenována), četnický strážmistr Karel Kněz a další. Josef Šťulík a jeho švagr mlynář Jindřich Švanda se k nim rovněž připojili a spolu s ostatními členy shromažďovali zbraně, pomáhali rodinám zatčených a šířili ilegální tiskoviny.

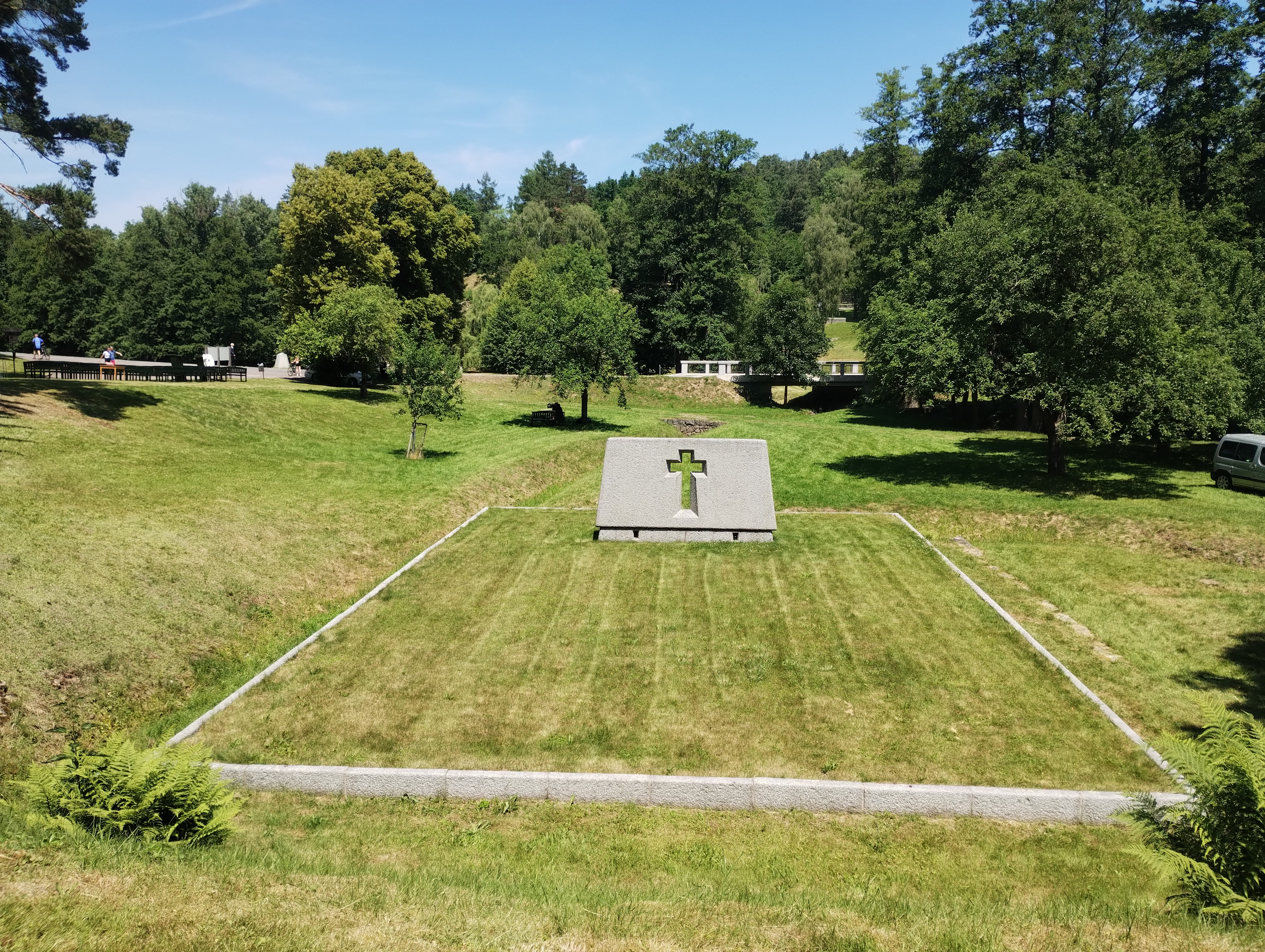
Pomník na místě mlýna v Ležákách – pohled od hráze rybníka

Od začátku roku 1942 začali odbojáři ze skupiny Čenda podporovat parašutisty ze výsadku Silver A. Její radista Jiří Potůček odesílal vysílačkou Libuší depeše do Londýna. Vysílačka byla ukryta ve dvojitém stropě strojovny lomu Hluboká. Aby nedošlo k prozrazení, bylo nutné místo úkrytu často měnit a jedním z těchto míst byl i ležácký mlýn.
Po udání Karla Čurdy 16. června 1942 gestapo postupně rozkrývalo síť spolupracovníků Silver A. Mlynář Jindřich Švanda byl zatčen 21. června 1942. Josef Šťulík se ukrýval v lesích u včelákovského hřbitova. Když gestapo vyhlásilo, že budou vypáleny vesnice v okruhu pěti kilometrů, pokud se nepřihlásí do odpoledne 22. června, přihlásil se nakonec dobrovolně na četnické stanici ve Vrbatově Kostelci a byl předán pardubickému gestapu. V pondělí 22. června 1942 byli zatčeni jeho rodiče, Václav a Růžena Šťulíkovi, jeho manželka Marie Šťulíková s bratrem Václavem a jeho tchán s manželkou, František a Františka Pelikánovi. Josef Šťulík byl popraven 2. července 1942 s dalšími spolupracovníky výsadku Silver A u pardubického Zámečku. Ostatní z rodiny nepřežili koncentrační tábory. Manželka Josefa Šťulíka byla deportována do KT Auschwitz II-Birkenau, kde zemřela 17. ledna 1943. Jejich dcery Jarmila a Marie byly vybrány jako vhodné k poněmčení a byly svěřeny do výchovy německým rodinám, odkud se vrátily v roce 1946 do Československa.

## Připomínky
- Na památku Josefa Šťulíka pořádá Památník Lidice (který spravuje Památník Ležáky) každoročně přespolní běh pro mládež pod názvem Memoriál Josefa Štulíka.[4]
- Jméno Josefa Šťulíka je uvedeno na pomníku, tzv. hrobodomě, na místě mlýnu čp. 26, kde žil s rodinou[8]
- Jméno Josefa Šťulíka je uvedeno na pomníku Kniha obětí, nacházejícím se v Památníku Ležáky.[9][10]
- Jméno Josefa Šťulíka je uvedeno na památníku obětem 2. světové války u pardubického Zámečku (Pardubičky, ulice Odbojářů).[11]

## Galerie

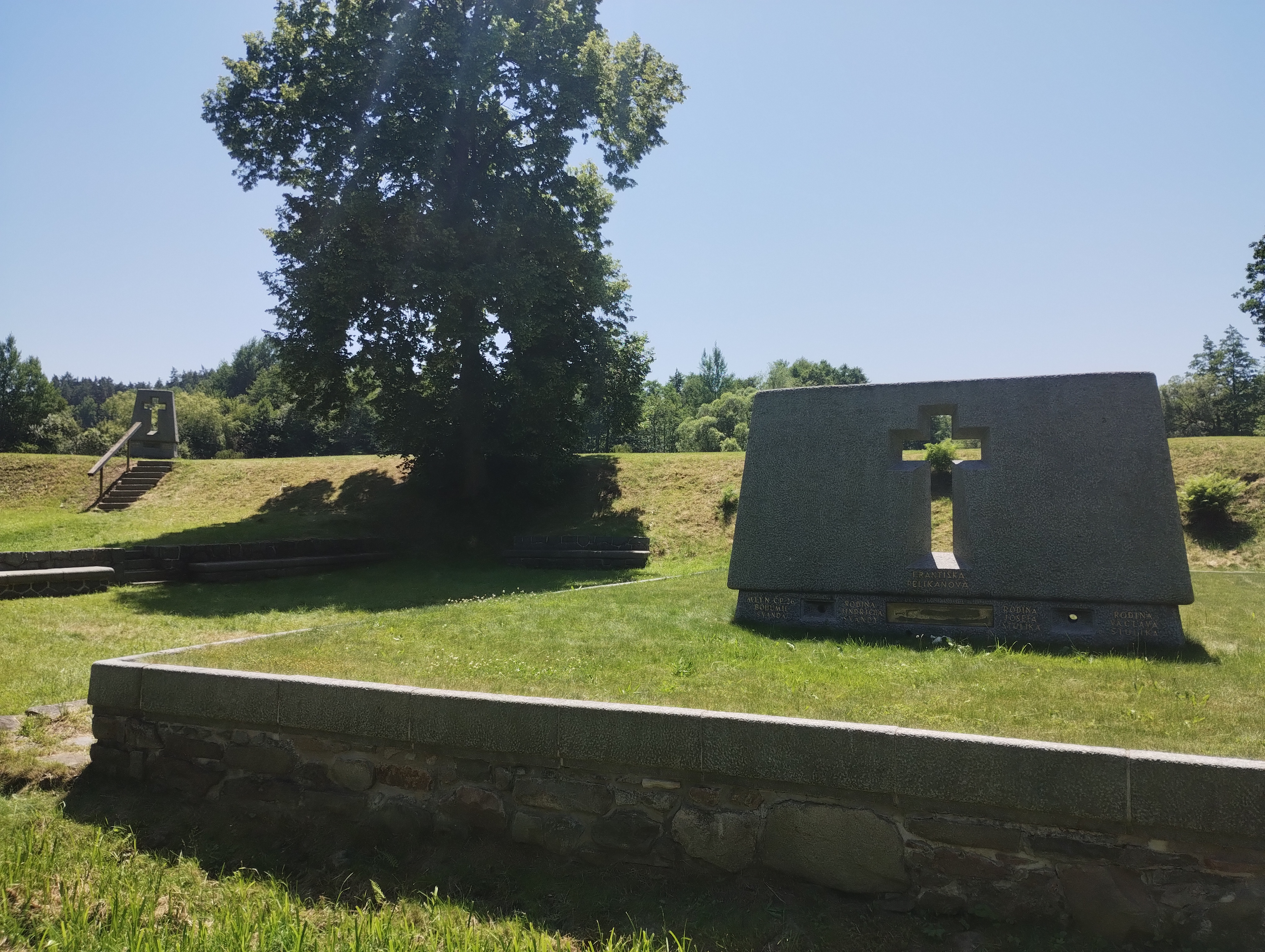
Pomník, tzv. hrobodům, v místě mlýna, kde žil Josef Šťulík v Ležákách čp. 26
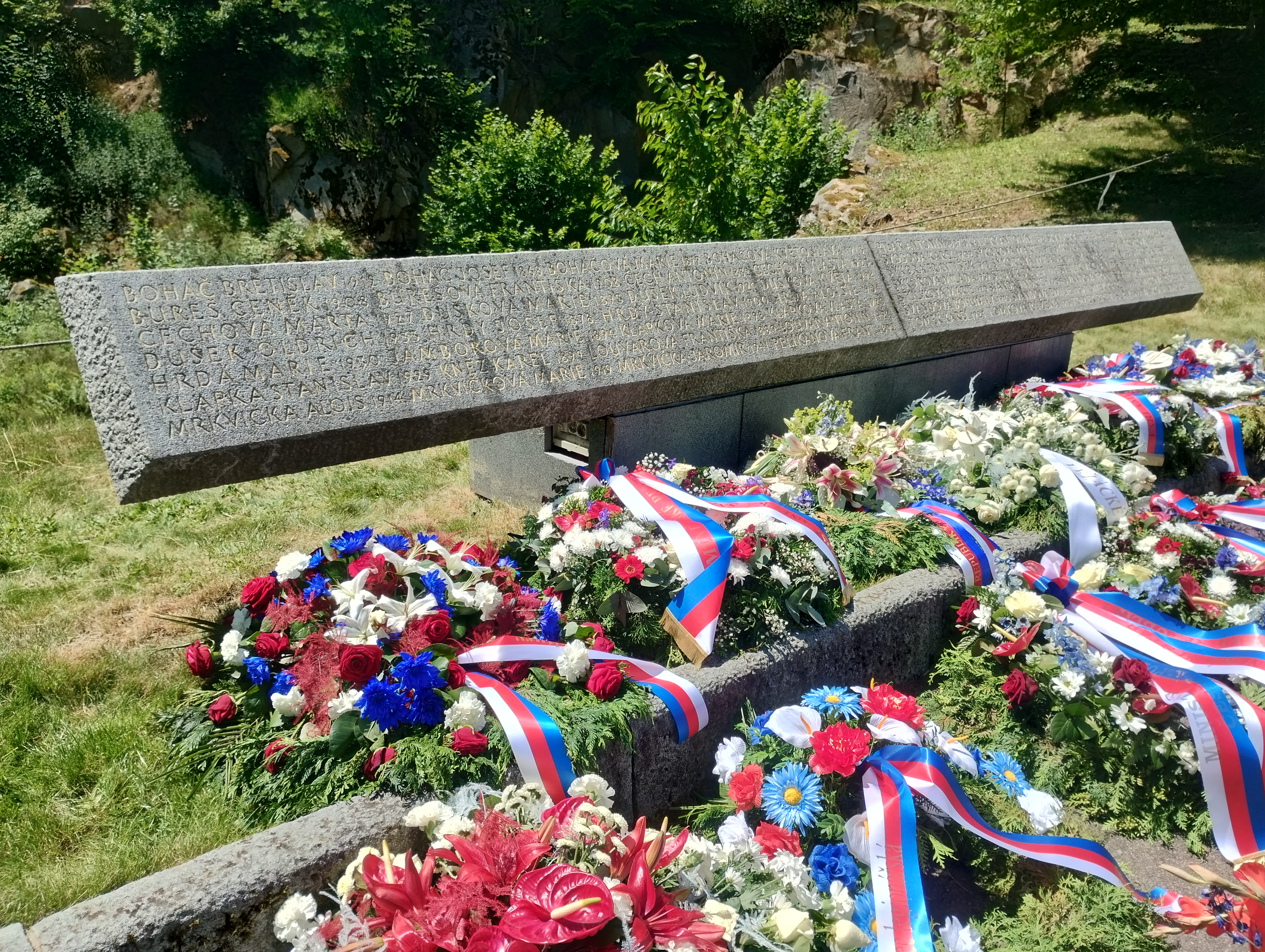
Kniha obětí v Ležákách
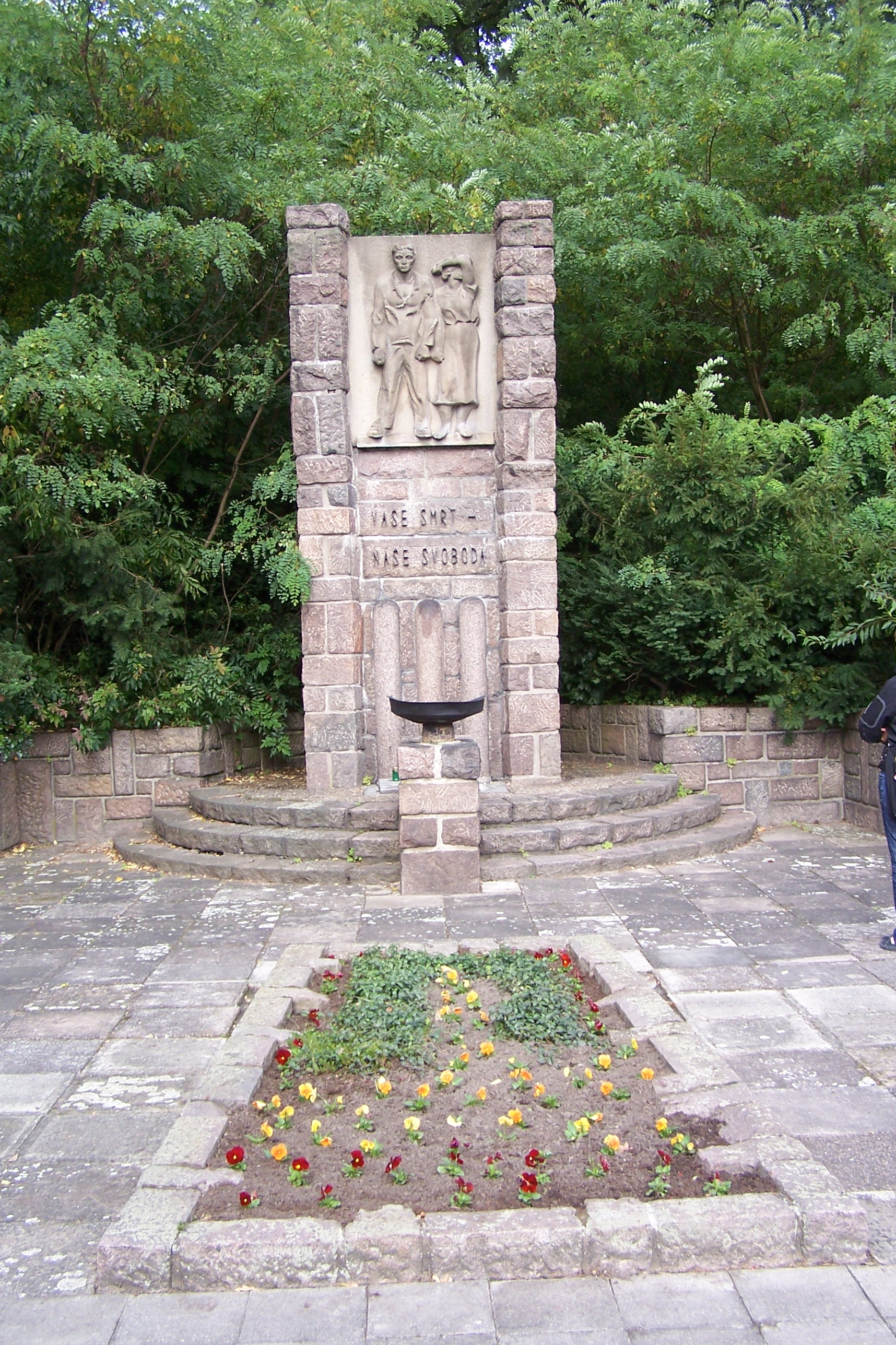
Pomník obětem 2. světové války u pardubického Zámečku